# Walter Mischel
Walter Mischel (Viena, 22 de fevereiro de 1930 — Nova Iorque, 12 de setembro de 2018) foi um psicólogo austro-norte-americano.

## Carreira
Lecionou psicologia na Universidade de Columbia e foi pesquisador na Universidade de Stanford.

## Atividade científica
Foi criador do experimento do marshmallow, importante nos estudos da psicologia social e da personalidade, e para o estudo longitudinal de correlatos, que mostrou a importância do controle de estímulos e de reforço.
Na década de 1960 ofereceu para crianças de 4 anos um marshmallow, explicando que elas poderiam tomar um agora ou esperarem alguns minutos e ter dois. Após 40 anos, relatou que as crianças que tinham se comportado de forma impulsiva e tornaram-se jovens com baixa autoestima e um baixo nível de frustração, enquanto aqueles que esperaram foram transformados em pessoas que são socialmente mais competentes e com maior sucesso em seus estudos.

## Morte
Em 12 de setembro de 2018, morreu de câncer de pâncreas em casa, em Manhattan, conforme dito pela filha Linda Mischel Eisner.